# Mitchell de Vlugt
Mitchell de Vlugt (Den Haag, 11 februari 1994) is een Nederlands voetballer die doorgaans speelt als middenvelder. In 2015 verliet hij ADO Den Haag, waar hij de jeugdopleiding had doorlopen.

## Clubcarrière
De Vlugt doorliep de jeugdopleiding van ADO Den Haag, de club uit zijn geboorteplaats Den Haag. In het seizoen 2014/15 zat hij negenmaal als ongebruikte reserve op de bank, alvorens hij zijn debuut maakte in het eerste elftal. Op 24 april 2015 mocht hij voor het eerst meespelen, toen met 1–0 gewonnen werd van Vitesse door een doelpunt van Michiel Kramer. In de vierde minuut van de blessuretijd mocht De Vlugt van coach Henk Fraser invallen voor Roland Alberg. In de zomer van 2015 werd het contract van De Vlugt niet verlengd en werd hij transfervrij.

## Clubstatistieken
| Seizoen | Club         | Competitie | Competitie | Competitie | Beker | Beker | Play-offs | Play-offs | Totaal | Totaal |
| Seizoen | Club         | Competitie | Wed.       | Dlp.       | Wed.  | Dlp.  | Wed.      | Dlp.      | Wed.   | Dlp.   |
| ------- | ------------ | ---------- | ---------- | ---------- | ----- | ----- | --------- | --------- | ------ | ------ |
| 2014/15 | ADO Den Haag | Eredivisie | 1          | 0          | 0     | 0     | —         | —         | 1      | 0      |
| Totaal  | Totaal       | Totaal     | 1          | 0          | 0     | 0     | 0         | 0         | 1      | 0      |

Bijgewerkt op 3 januari 2016.